# Isangel
Isangel – administracyjna stolica prowincji Tafea na Vanuatu. Miasto znajduje się na wyspie Tanna. W 2010 r. zamieszkiwało je 1695 ludzi. Miasto zamieszkują głównie Melanezyjczycy.